# Voluntad Popular
Voluntad Popular (VP) es un partido político venezolano de centroizquierda. Fue fundado el 5 de diciembre de 2009 bajo el liderazgo de Leopoldo López.
El partido se formó por la convergencia del movimiento universitario de 2007, miembros de ONG y líderes comunitarios en oposición al sistema político y económico de la Revolución Bolivariana. Según Voluntad Popular, el gobierno se convirtió en «una dictadura populista que logró usurpar todos los poderes del Estado eliminando la separación de poderes y coartando así los derechos civiles». Bajo esta premisa Voluntad Popular impulsó en 2014 una campaña denominada «La Salida» que culminó con el encarcelamiento de Leopoldo López y desencadenó las protestas en Venezuela de ese año y de un proceso de cambio político y social que aún sigue en la actualidad.
Formó parte de la coalición opositora Mesa de la Unidad Democrática desde 2011 hasta su disolución en 2018, posteriormente se une al Frente Amplio Venezuela Libre. Fue miembro de la Internacional Socialista entre el 13 de diciembre de 2014 y el 25 de febrero de 2024, cuando fue expulsado por «tomar posiciones cercanas a la derecha».
Su denominación oficial ante el Consejo Nacional Electoral es Voluntad Popular Activistas (VPA). En la actualidad está inhabilitado para participar en elecciones.
El 7 de julio de 2020 el Tribunal Supremo de Justicia suspendió de manera ilegal la junta directiva del partido, en el marco de una serie de intervenciones judiciales a distintos partidos políticos venezolanos, designando una junta directiva ad-hoc presidida por José Gregorio Noriega, previamente expulsado de Voluntad Popular por cargos de corrupción.

## Historia

### Antecedentes
Leopoldo López comenzó en la política como fundador del partido Primero Justicia, del cual se fue tras diferencias en febrero de 2007, y con el cual ganó la alcaldía de Chacao. Tras estar en Un Nuevo Tiempo y ser expulsado en 2009, López fundó Voluntad Popular ese año.

#### Redes Populares
La estructura de base de Voluntad Popular denominada "Redes Populares" existen en sí mismas desde antes de pensar en crear el partido. Fueron formadas en 2004 por Leopoldo López durante su gestión en la Alcaldía de Chacao tras haber identificado liderazgos comunitarios que contribuían de manera espontánea a la solución de problemáticas sociales en sus comunidades. Esta inspiración llevó a López a conquistar distintas zonas populares de la Gran Caracas con el fin de promover la acción social autogestionada mediante este modelo de comunidad organizada. Esta plataforma más adelante le darían un piso político para competir por la Alcaldía Metropolitana en diciembre de 2008.

#### Generación del 2007

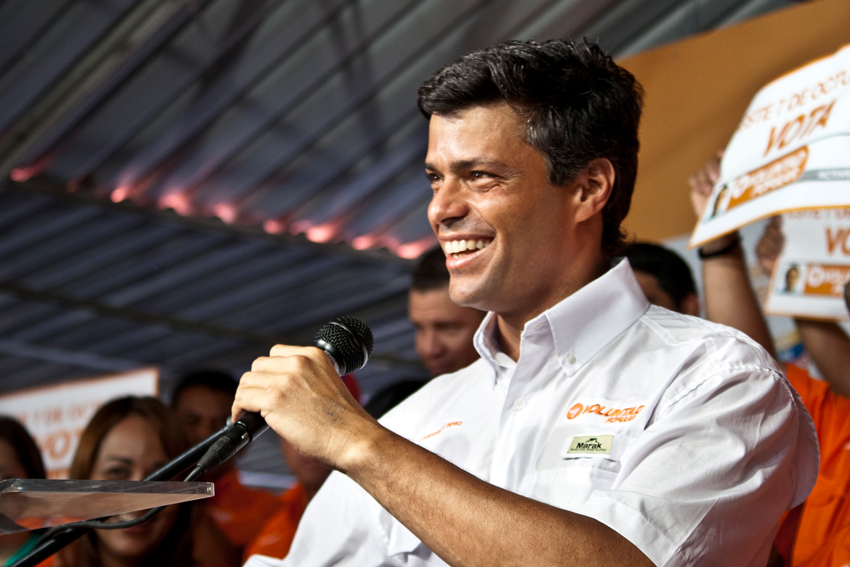
Leopoldo López, coordinador nacional de Voluntad Popular.

El 2007 fue un año determinante para emprender la formación de Voluntad Popular, ya que acontecieron hechos políticos que harían converger a líderes estudiantiles, políticos independientes y Organizaciones No Gubernamentales para enfrentar dichos acontecimientos, asimismo, surgió la necesidad de una nueva conducción política en la oposición, la cual fue capitalizada por Leopoldo López.
El cierre de RCTV el domingo 27 de mayo, tras la no renovación de su licencia por parte del gobierno de Hugo Chávez, se generaron acciones de calle por parte del Movimiento Estudiantil Venezolano meses antes y después del cese anunciado de la señal. La indignación por este hecho llevó a los universitarios a ser protagonistas de la campaña en contra de la Reforma Constitucional a referendárse el 2D del 2007, la cual pretendía convertir a Venezuela constitucionalmente en un Estado socialista. En dicha campaña Leopoldo López fue parte de la dirección del comando y principal promotor de la integración de estos actores sociales a la campaña que generó la primera victoria opositora a la llamada Revolución bolivariana.
Los jóvenes que emprendieron esta lucha son recordados como la "Generación del 2007". Gran parte de ellos acompañarían a Leopoldo en la conformación de un nuevo movimiento político en los meses siguientes, de los que destacan: Freddy Guevara, Daniel Ceballos, David Smolansky, Juan Andrés Mejía, Rolman Rojas, Gaby Arellano, Manuela Bolívar, Lester Toledo, Lawrence Castro, José Gregorio Cumare y José Vicente García.
A esto le siguió la formación del movimiento Acción Social en 2009, el cual unió a jóvenes, trabajadores, líderes de la comunidad, empresarios y políticos.

### Fundación

#### Como movimiento social y político
El 5 de diciembre de 2009, Leopoldo López, anunció oficialmente la formación del Movimiento Voluntad Popular junto a miembros de la sociedad civil y dirigentes estudiantiles en un acto con más de 5000 personas en el Fórum de Valencia, Carabobo.
El 1 de febrero de 2010, el Consejo Nacional Electoral se rehusó a permitir al grupo a llamarse Voluntad Popular, supuestamente por la similitud entre este nombre y el del Movimiento Base Popular, un partido político regional en Apure. Esto frustró el deseo del partido de postular candidatos en la Elección Parlamentaria de 2010; no obstante, tres miembros ganaron curules en la Asamblea Nacional, dos de ellos con el apoyo de la Coalición Mesa de la Unidad Democrática.

#### Como partido político
El 14 de enero de 2011 el Consejo Nacional Electoral notifica su aceptación formal como partido político, lo que abre un proceso inédito en la historia política venezolana: la elección de sus autoridades por elecciones abiertas.

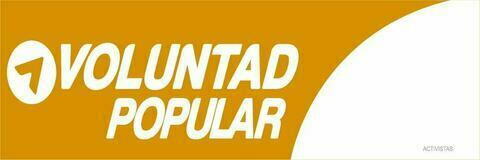
Tarjeta electoral de Voluntad Popular.

### Primeras elecciones internas
El domingo 10 de julio de 2011 se llevaron a cabo las primeras elecciones abiertas de la organización con fines políticos Voluntad Popular Activistas, un proceso inédito en la historia política venezolana dado que cualquier ciudadano inscrito en el Registro Electoral Permanente de Venezuela podía participar como candidato o elector. Participaron 7834 candidatos a nivel nacional y se eligieron 3418 cargos en todo el país, se habilitaron 1027 centros de votación y votaron 123.026 personas. Esto en un partido que contaba con apenas seis meses de fundado. En estos comicios resultó reelecto Leopoldo López como responsable nacional. Las próximas elecciones internas se efectuaran en 2017 antes de las municipales, según lo expresan los Estatutos del partido.
Desde Voluntad Popular se impulsó el mecanismo de las primarias para elegir a los candidatos de la Mesa de la Unidad Democrática a nivel municipal, regional y nacional. En dicho proceso electoral, realizado el 12 de febrero de 2012, el partido se alza con 36 candidaturas locales y una regional (Sucre), mientras el apoyo que su candidato presidencial, Leopoldo López, le brinda a Henrique Capriles Radonski, termina de despuntarlo como el candidato presidencial de la alternativa democrática para las elecciones del 7 de octubre de 2012.
Las presidenciales de 2012 fue el primer proceso electoral nacional en el que participó con su tarjeta, obteniendo 471 677 votos. En las regionales del 16 de diciembre se consolida como la cuarta fuerza política de la Mesa de la Unidad Democrática (MUD) y la sexta a escala nacional. El líder juvenil del partido, David Smolansky Urosa, ganó la elección municipal como alcalde en la municipalidad de El Hatillo en el Estado de Miranda.
En la actualidad ha incorporado en sus filas figuras políticas de partidos como Acción Democrática, Un Nuevo Tiempo, Primero Justicia, COPEI, Alianza Bravo Pueblo, Proyecto Venezuela, Movimiento al Socialismo, Bandera Roja, Cuentas Claras y el propio PSUV.

### La Salida

#### Arresto de Leopoldo López
El 18 de febrero de 2014, Leopoldo López dio un discurso en la Plaza Brión, en Caracas, llamando a una "salida pacífica" del gobierno autoritario, "dentro de la constitución pero en las calles". Lamentó la pérdida de la prensa independiente y declaró que si su encarcelamiento ayudaba a los venezolanos a despertar de una vez por todas y pedir cambio, entonces valdría la pena. Dijo que podía haber dejado el país, pero que decidió "quedarse para luchar por los oprimidos en Venezuela". Luego se entregó a la Guardia Nacional, diciendo que se estaba entregando a un sistema de "justicia corrupto". El 20 de febrero el Juez de Garantías Ralenis Tovar Guillén emitió una orden de arresto en contra de López en respuesta a los cargos formales de “incendio de edificio público” y “daños a la propiedad pública” en carácter de determinación, así como “instigación a delinquir” y “delito de asociación para la delincuencia organizada”

#### Arresto de Carlos Vecchio
Al día siguiente, el 27 de febrero de 2014, el gobierno de Nicolás Maduro emitió una orden de arresto para Carlos Vecchio, quien al estar Leopoldo López en la cárcel era el líder de facto de Voluntad Popular. Fue acusado de los mismos crímenes que López. Vecchio, en la clandestinidad, desafió la orden de arresto. Mientras tanto la convulsión social continuó, con la cifra oficial de muertos elevándose a 17. Enrique Betancourt, en una nota para el Yale Daily News, describió a Vecchio, un Yale World Fellow de 2013, como un campeón de la libertad que, a diferencia de López, “(aún) no es una figura reconocible internacionalmente”. Betancourt expresó su preocupación que esta “relativa anonimidad le permitirá a las fuerzas del gobierno arrestar a Carlos y violar sus derechos humanos con impunidad y sin miedo a ningún tipo de repercusión internacional”. El 22 de marzo, a medida que las protestas se intensifican, Vecchio, aún desafiando la orden de arresto, se dirigió a una muchedumbre de sus simpatizantes en Caracas.

### Parlamentarias del 6D 2015

Composición por partidos de la Asamblea Nacional tras las elecciones parlamentarias de 2015.

En las elecciones parlamentarias del 6 de diciembre de 2015, Voluntad Popular participó en alianza con la coalición Mesa de la Unidad Democrática la cual obtuvo 112 curules de los 167 que componen la unicameral Asamblea Nacional para el período 2016-2021; con esa victoria electoral, la oposición constituyó una mayoría calificada cambiando radicalmente el panorama político en el país. En esos comicios, Voluntad Popular conquistó 14 curules, es decir, en la composición del Parlamento se convirtió en la cuarta fuerza política - entre las filas de la oposición - después de los partidos Primero Justicia, Acción Democrática y un Nuevo Tiempo.

#### Diputados impugnados
Los días 28 y 29 de diciembre de 2015, nueve diputados de la oposición que resultaron elegidos el 6 de diciembre de ese año fueron objeto de impugnaciones ante el Tribunal Supremo de Justicia, por parte de miembros del PSUV, a través de un recurso contencioso administrativo con medida cautelar; se les acusó de obtener votos de manera fraudulenta.
El 30 de diciembre de 2015, seis días antes de la instalación de la Asamblea Nacional, la Sala Electoral del Tribunal Supremo de Justicia emitió varias sentencias admitiendo las demandas pero considerando improcedente las solicitudes de medidas cautelares en los casos de seis de los nueve diputados de la oposición y remitiendo sus casos al Juzgado de Sustanciación para que siguieran su curso. Sin embargo, en la sentencia n.º 260 el TSJ aprobó una medida cautelar provisoria para suspender el nombramiento del Representante Indígena de la Región Sur, Romel Guzamana, de Voluntad Popular así como dos diputados del Movimiento Progresista de Venezuela por el estado Amazonas, Nirma Guarulla, Julio Haron Ygarza y el oficialista Miguel Tadeo Rodríguez. Rechazando esa sentencia, el 6 de enero de 2016 Henry Ramos Allup, presidente de la Asamblea Nacional, juramentó al diputado de Voluntad Popular y los del Movimiento Progresista de Venezuela, suscitándose una polémica entre el gobierno y la oposición con acusaciones de desacato del poder judicial.
Sobre este particular, la MUD afirmó que las impugnaciones perseguían disminuir su mayoría en la Asamblea Nacional y alegó que al TSJ dictar la medida cautelar se obviaron los procedimientos constitucionales; se dejó sin representantes legislativos a la Región Sur y el estado Amazonas; y se violó la inmunidad que ya gozaban los diputados desde el 8 de diciembre de 2015 cuando fueron nombrados por el CNE. Adicionalmente, los representantes legales de los diputados de la oposición recusaron a cinco magistrados de la Sala Electoral del TSJ por sus vinculaciones con el partido del gobierno, el (PSUV).
El 11 de enero de 2016, la Sala Electoral del TSJ emitió una sentencia declarando desacato de la Asamblea Nacional: ordenó, primero, dejar sin efecto la juramentación del representante indígena de la Región Sur, Romel Guzamana, de Voluntad Popular así como la de los diputados del Movimiento Progresista de Venezuela por el estado Amazonas. Segundo, solicitó la desincorporación de esos diputados de la Asamblea Nacional. Tercero, declaró como nulos todos los actos administrativos de la Asamblea Nacional que se hayan dictado o se dictaren en desacato de su sentencia n.º 260 del 30 de diciembre de 2015.
En reacción a la pugna de poderes en Venezuela y cumpliendo con las prerrogativas que le confiere la Carta Democrática Interamericana, el Secretario General de la Organización de los Estados Americanos Luis Almagro dirigió una carta pública al presidente Nicolás Maduro, el 12 de enero de 2016, para calificar la sentencia emitida por el TSJ - declarando en desacato a la Asamblea Nacional - como una vulneración de la voluntad de los electores “por una grabación anónima” que... “pone en riesgo el equilibrio de poderes del Estado”. El Secretario General Luis Almagro también afirmó que “La Sala Electoral en su aplicación jurídica hace retroceder dramáticamente el derecho al siglo XIX”.
El 13 de enero de 2016, el representante indígena de la Región Sur, Romel Guzamana, de Voluntad Popular y los diputados del Movimiento Progresista de Venezuela por el estado Amazonas, solicitaron - y se aprobó - su desincorporación de la Asamblea Nacional para permitirles ejercer su defensa legal ante la Sala Electoral del TSJ y resolver el enfrentamiento entre los poderes legislativo, por un lado, y ejecutivo y judicial, por el otro.
El 14 de enero de 2016, la sala constitucional del TSJ emitió la sentencia n.º 3 mediante la cual declaró el cese de la “omisión o inconstitucional por parte de la Asamblea Nacional”.

### Gobierno de Transición

#### Presidencia de la Asamblea Nacional del 2019
Tras haber irrumpido en el parlamento venezolano el 6 de diciembre de 2015 con 14 diputados principales, Voluntad Popular se convirtió en la cuarta fuerza parlamentaria de la coalición Mesa de la Unidad Democrática, que obtuvo un total de 112 diputados de 167, una amplia mayoría de dos tercios. Debido a esto, Voluntad Popular logró un acuerdo con los otros tres partidos más grandes de la coalición (el llamado G4) la presidencia del cuarto año legislativo del periodo 2016-2021.
El 5 de enero de 2019 el diputado de Voluntad Popular por el estado La Guaira, Juan Guaidó se convirtió en el 10° presidente de la Asamblea Nacional de Venezuela. En su discurso como nuevo presidente del parlamento, habló de los presos políticos, de la crisis general que enfrenta Venezuela, de la corrupción, del éxodo venezolano y otros problemas importantes en el país. Guaidó confirmó que la Asamblea Nacional desconocería totalmente al gobierno de Nicolás Maduro a partir del 10 de enero, día en que inicia su segundo período y recordó que desde ese día en adelante, el órgano legislativo será el «único Poder legítimo» que tendrá el pueblo de Venezuela.

#### Presidencia Interina de Juan Guaidó
El 23 de enero de 2019, se realizó un cabildo abierto en la ciudad de Caracas, en conmemoración de los 61 años caída de la dictadura de Marcos Pérez Jiménez, donde estuvo presente Juan Guaidó quien, asumiendo las atribuciones del artículo 233 de la Constitución Nacional, asumió la presidencia interina de Venezuela. Los objetivos de Guaidó en la presidencia serán el cese de la usurpación por parte de Nicolás Maduro, conformar un gobierno de transición y convocar elecciones libres y democráticas en el país.
Minutos después de su juramentación, el presidente de los Estados Unidos, Donald Trump, reconoció a Guaidó como presidente interino quien dijo: «Hoy estoy oficialmente reconociendo al presidente de la Asamblea Nacional de Venezuela, Juan Guaidó, como presidente interino de Venezuela». Le siguieron los apoyos de Canadá y la OEA, Argentina, Brasil, Chile, Colombia, Perú, Ecuador, Costa Rica, Canadá, Paraguay. En paralelo a Nicolás Maduro, quien es desconocido por el parlamento y más de 60 países.
En mayo de 2020, Tarek William Saab, fiscal general designado por Nicolás Maduro, le solicitó al Tribunal Supremo de Justicia declarar al partido político como una "organización terrorista". Voluntad Popular rechazó dichas acusaciones. El 26 de diciembre la Asamblea Nacional aprobó una reforma parcial el estatuto de transición lo que dio legalidad jurídica a la "continuidad" de la actual Asamblea para seguir sesionando después del 5 de enero de 2021 por un año (la continuidad expiró el 4 de enero de 2022)
El 12 de julio de 2021 es detenido por las FAES el coordinador exdiputado Freddy Guevara quien venía siendo acosado desde hace años por parte del gobierno, estando tres años asilado en la embajada de Chile. Posteriormente fue liberado.

### Directiva intervenida por el TSJ
El 7 de julio de 2020, el partido es intervenido por decisión del Tribunal Supremo de Justicia. La junta ad-hoc es presidida por José Gregorio Noriega Figueroa, quien en diciembre de 2019 fue expulsado del partido por corrupción y su vinculación en la Operación Alacrán, y conformada por Guillermo Antonio Luces Osorio, como secretario general; y Lucila Ángela Pacheco Bravo en secretaría. Este sector, forma parte de la Alianza Democrática y no es reconocida por gran parte de sus militantes y sus autoridades.
Para las elecciones regionales, ambos sectores participaron en ellas. El sector ad-hoc participó, haciendo alianzas con los partidos que constituyen la Alianza Democrática; aunque, en algunos estados y municipios, postuló sus propios candidatos de manera ilegal, haciendo uso de la sentencia del TSJ. Los activistas y autoridades de Voluntad Popular se avocaron a apoyar a los candidatos de la Plataforma Unitaria.[cita requerida]

## Ideología
Voluntad Popular se define a sí mismo como un «partido progresista, democrático, plural, de pensamiento social y de vanguardia, comprometidos en la conquista de todos los derechos para todas las personas». Asimismo, su líder Leopoldo López ha expresado que su partido adscribe a la socialdemocracia como doctrina.
Por otro lado, dentro del espectro político, Voluntad Popular se ubica a sí misma como una organización de centroizquierda.
La plataforma del partido La Mejor Venezuela llama a la formación de un gobierno abierto, transparente y al castigo de los abusos de poder por parte de funcionarios públicos. Apoya a la globalización y busca una sociedad inclusiva «sin distingo de riqueza, religión, edad, raza, orientación sexual, identidad de género o tendencia política».
Leopoldo López ha indicado que la «verdadera batalla» del partido «es contra la pobreza, la exclusión y el irrespeto a los derechos humanos». En artículos de opinión de diciembre de 2013 y enero de 2014, propuso la creación de un Foro Socialdemócrata dentro del contexto en el cual los venezolanos podrían «discutir y volver a plantearse» el futuro del país y forjar así un «nuevo pacto social». López expresó la visión de que «las riquezas del subsuelo son propiedad de la nación» y que «democratizar el petróleo» puede llevar a la democratización de la renta. También instó a los venezolanos a invertir en el negocio del petróleo para “participar en su producción”.
Leopoldo López ha escrito que para construir "La Mejor Venezuela", los venezolanos deben enfocarse en la "Paz, el Bienestar y el Progreso", y deben involucrarse en "un amplio proceso de consulta y reflexión [...] con grupos de expertos en áreas temáticas específicas y con movimientos sociales, así como con las Comunidades; en diálogos donde hemos podido palpar las necesidades y clamores de los venezolanos". Ha expresado su confianza de que los venezolanos "construir un país donde se solucionen los problemas que jamás se solucionan, los problemas eternos que se sufren generación tras generación". López también ha hablado de crear una Venezuela en donde "la libertad se ejerza de forma constructiva y responsable, en el marco de los derechos humanos [...] y en donde se generen oportunidades para todos los ciudadanos, sin distingo de riqueza, religión, edad, raza, orientación sexual, identidad de género o tendencia política".

### Política de Estado
Voluntad Popular ha sido promotor de llevar a cabo una Asamblea Nacional Constituyente para, entre otras cosas, instaurar una democracia parlamentaria y profundizar la descentralización para «devolverle las competencias a las gobernaciones y alcaldías, así como de darle más autonomía fiscal y tributaria».
En el artículo de enero, López describió a Voluntad Popular como un movimiento de base "social y político" que "elude prácticas perniciosas de viejos y nuevos partidos políticos" y está en contra del "caudillismo y al amiguismo para la selección de sus autoridades". Añadió que Voluntad Popular no comparte "la visión de un Estado hegemónico que todo lo controla y todo lo decide"; sino que el rol del gobierno debe ser el de promover el desarrollo de las capacidades humanas, ayudar a que la gente surja como ciudadanos libres, cultivar la "solidaridad social", y promover el respeto a la constitución".

### Política económica
En lo económico el partido se ha declarado pragmático, abierto y responsable, deslindándose así de ataduras ideológicas en este ámbito.[cita requerida]
Voluntad Popular es partidario de una economía social de mercado donde exista diálogo permanente entre la clase trabajadora y empresariado como forma de concertar esfuerzos en torno a la productividad, la calidad, beneficios laborales y sueldos dignos.[cita requerida]
En su manifiesto fundacional esgrime argumentos en pro de la disciplina fiscal y monetaria, la apertura a la inversión privada nacional e internacional y en pro de una seguridad jurídica que incentive la misma.
En su propuesta de Una mejor Venezuela, Voluntad Popular afirma que la globalización debe verse como una oportunidad. Sin embargo, en particular su líder Leopoldo López se ha manifestado partidario de subsidiar la producción nacional, en lugar de la producción extranjera. Además, López es contrario al control de precios y al control de cambio, así como también se ha declarado partidario de la economía de mercado, rechazando el capitalismo de Estado.
López ha dicho que Venezuela debe comprometerse a reforzar su producción y reducir la inflación, la cual, dijo, reduciría la corrupción y permitiría a los venezolanos ahorrar dinero. Ha nombrado los ejemplos de Brasil, Perú, Argentina y Colombia como países que sufrían de hiperinflación y "lograron la estabilidad de sus precios". Criticó los controles de precios, diciendo que Venezuela, aunque tenía muchos controles, también tenía el nivel de inflación más alto del continente.

### Política petrolera
En diciembre de 2017 la Coordinación Nacional de Ideas de Voluntad Popular comienza la difusión del libro "Venezuela Energética" escrito por Leopoldo López y el experto petrolero Gustavo Baquero, en el cual se plasma la visión histórica que ambos autores (y el partido) comparten sobre la industria petrolera venezolana y una serie de propuestas que no solo contemplan reformas para la estatal PDVSA sino también sobre el sistema económico, la función del Estado y la psiquis social.[cita requerida]
Voluntad Popular propone convertir a Venezuela en el principal productor y exportador de petróleo, así como maximizar la producción de sus productos de valor añadido (derivados del petróleo) y explotar las reservas de gas natural como forma de proyectar a la industria en el futuro. A la vez que ha negado su intención de privatizar la industria, López plantea la apertura de la empresa a capitales privados mediante la participación de los venezolanos en pequeños, medianos y grandes proyectos. Igualmente López afirma que el petróleo se debe usar para la creación del «Fondo Solidario» que atienda la pobreza extrema y un sistema de seguridad social eficiente, como también utilizar este recurso para diversificar el sector no petrolero de la economía.
El partido busca convertir a Venezuela en el mayor productor y exportador de petróleo del mundo. Leopoldo López no busca nacionalizar las empresas petroleras, pero dice que el ingreso del petróleo debe ser utilizado para crear un "Fondo de Solidaridad" para ayudar a aliviar la pobreza extrema y financiar un sistema de seguridad social eficiente, al igual que diversificar los sectores no petroleros de la economía. López también se opone a los controles de precios y favorece los subsidios para la producción doméstica. Apoya la economía de mercado y se opone al "capitalismo de estado".

### Política social
Voluntad Popular es un partido que se declara de pensamiento social y creyente de la acción social como forma de hacer política y así lo demuestran a nivel nacional con actividades sociales como jornadas médicas, alimentarias, recreativas, entre otras.[cita requerida]
El partido es partidario de que el Estado ofrezca educación y salud gratuita y de calidad, del subsidio directo y de que se genere un sistema de seguimiento a las familias más pobres para garantizar su salida de la pobreza.[cita requerida]

### Política de seguridad ciudadana
Venezuela es el segundo país más violento de Latinoamérica. La visión de Voluntad Popular es que este es un mal que arrastra el país desde el bipartidismo de los gobiernos civiles producto tanto de una marcada desigualdad como de corrupción judicial y policial que ha generado grandes niveles de impunidad así como del sistema carcelario que no reformar al recluso.[cita requerida] Uno de los diputados del partido, exrecluso y defensor de derechos humanos de los reclusos, Gilber Caro manifiesto "las cárceles venezolanas son universidades del delito". Ante ello el partido propone:[cita requerida]
- Reforma del Sistema Penitenciario: creando cárceles de máxima, mediana y mínima seguridad para segmentar a la población carcelaria según el tipo de delito y hacer un trabajo de reforma más eficiente.
- Reforma del Sistema Judicial:inamovilidad judicial.
- Reforma del Sistema Policial: Justicia a los casos de corrupción policial, crear universidad nacional de la seguridad y pensum nacional de policía. Dignificación del sueldo policial e implementar el bono por situación riesgo.
- Plan Nacional de Prevención del Delito: política educativa basada en valores y resolución de conflictos. Subsidio a proyectos comunitarios que promueven el deporte, la cultura y la recreación. Seguimiento a las familias vulnerables a la violencia intrafamiliar.

### Política exterior
Leopoldo López afirma que su política exterior es de «ganar-ganar», donde el objetivo sea solucionar los problemas de los venezolanos y que promueva paz, bienestar y progreso. Y poner freno a lo que él denomina una política exterior “ideologizada” por parte del Gobierno actual. Leopoldo López también ha manifestado su creencia en un mundo multipolar y que Venezuela sea un impulsor internacional de democracia y derechos humanos.

### Posición respecto al Gobierno de Nicolás Maduro
El manifiesto del partido indica: "Esta es una época de infamia porque las leyes se usan para crear injusticia; esta es una época nefasta porque las leyes se usan para someter, asustar y eliminar al pueblo que protesta, que exige justicia, que está en desacuerdo con la violación de los derechos humanos y de la Constitución Nacional".
En enero de 2012, Leopoldo López, en ese entonces un candidato presidencial, describió al actual gobierno de Venezuela como autoritario, y pidió a todos los venezolanos que se le unan en la elección del "camino de la democracia". Dijo que el "primer compromiso" del gobierno debe ser la justicia, específicamente "cortes que funciones", el fin de la impunidad, y el fin de las autoridades corruptas.

## Organización política
Voluntad Popular Activistas es un partido federal, democrático en lo institucional y pluralista e incluyente en su composición. Cubre cinco ámbitos geográficos: comunitario, parroquial, municipal, regional y nacional. Cada uno de estos ámbitos posee un cuerpo de dirección colegiado conformado por autoridades electas nominalmente en elecciones abiertas, estos cuerpos deliberantes se denominan Equipo de Activistas. El más votado nominalmente es el Responsable (coordinador/presidente) del partido en la entidad federal. El Equipo de Activistas elige por consenso al Coordinador Político (secretario general) de la entidad federal. En los Equipos de Activistas también están representados los movimientos sociales, que son autónomos y eligen a sus propias autoridades. La primera y última elección abierta se realizó en julio de 2011, las próximas deben realizarse antes de las municipales de 2017 según reza el estatuto del partido.

### Equipo Nacional de Activistas (ENA)
| Activista                       | Condición                                 | Cargo Operativo/ Movimiento Social                    | Cargo Público                      | Observación                                                                                 |
| ------------------------------- | ----------------------------------------- | ----------------------------------------------------- | ---------------------------------- | ------------------------------------------------------------------------------------------- |
| Juan Guaidó                     | Miembro Nacional                          | Coordinador Nacional de Organización                  | Exdiputado                         | Se separó temporalmente de la militancia.                                                   |
| Leopoldo López                  | Responsable Nacional                      |                                                       | Asesor de la Presidencia interina  | Preso Político 2014-2019 estuvo 17 meses en Embajada de España, ahora se encuentra exiliado |
| Carlos Vecchio                  | Coordinador Político                      |                                                       | Ex embajador (e) ante EE. UU.      | Exiliado                                                                                    |
| Freddy Guevara                  | Miembro Nacional                          | Responsable Nacional Encargado                        | Exdiputado Nacional                | Perseguido Político                                                                         |
| Juan Andrés Mejía               | Miembro Nacional                          |                                                       | Exdiputado Nacional                | Exiliado                                                                                    |
| Lester Toledo                   | Miembro Nacional                          |                                                       | Diputado Regional                  | Exiliado                                                                                    |
| Gustavo Velásquez               | Miembro Nacional                          |                                                       |                                    |                                                                                             |
| Roberto Smith                   | Miembro Nacional                          |                                                       |                                    |                                                                                             |
| Antonio Rivero                  | Miembro Nacional                          |                                                       |                                    | Exiliado                                                                                    |
| Lawrence Castro                 | Miembro Nacional                          |                                                       | Exdiputado Nacional                | Diputado suplente                                                                           |
| Roberto Marrero                 | Miembro Nacional                          |                                                       |                                    | Ex-preso político exiliado                                                                  |
| Fabiola Colmenares              | Miembro Nacional                          |                                                       |                                    | Exiliada                                                                                    |
| Adriana Pichardo                | Miembro Nacional                          |                                                       | Exdiputada Nacional                | Diputada suplente                                                                           |
| Alejandro Plaz                  | Miembro Nacional                          | Comisionado Presidencial para el Desarrollo Económico |                                    |                                                                                             |
| Jilbert Manuel Vargas Hernández | Responsable                               | Movimiento Juventudes                                 | Extesorero de la Alcaldía de Silva | Ex-preso político                                                                           |
| Jhoender Jiménez                | Responsable                               | Movimiento Agroalimentario                            |                                    |                                                                                             |
| Diana Merchan                   | Responsable                               | Movimiento de Mujeres con voluntad                    |                                    |                                                                                             |
| Emilio Graterón                 | Responsable                               | Coordinador Político Encargado                        |                                    |                                                                                             |
| Celia Fernández                 | Responsable                               | Congreso de Líderes Vecinales                         |                                    |                                                                                             |
| Gilber Caro                     | Responsable                               | Redes Penitenciarias                                  | Exdiputado Nacional                | Fue Preso político en 3 ocasiones                                                           |
| Zuleika Meneses Gómez           | Enlace Adjunta de la Región Los Andes ENA | Miembro del Equipo Regional del estado Táchira        |                                    |                                                                                             |
| Rafael Velóz                    | Responsable                               | Gremios VP                                            | Exdiputado Nacional                | Diputado suplente                                                                           |
| Marianny Linarez                | Responsable                               | Discapacidad con Voluntad                             |                                    |                                                                                             |

## Resultados electorales

### Presidenciales
|  | 3.18 % |

|  | 44.31 % |

|  | 49.12 % |

|  | 67.05 % |

### Parlamentarias
| Año  | Votos                               | %                                   | Diputados    | +/- |
| ---- | ----------------------------------- | ----------------------------------- | ------------ | --- |
| 2015 | Participa bajo la tarjeta de la MUD | Participa bajo la tarjeta de la MUD | 14/165       | 14  |
| 2020 | No participó                        | No participó                        | No participó | 14  |

### Regionales
|  | 2.76 % |

|  | 6.32 % |

## Presidentes de la República
| Titular | Titular                               | Acceso al poder                    | Mandato                                  | Observación                            |
| ------- | ------------------------------------- | ---------------------------------- | ---------------------------------------- | -------------------------------------- |
|         | Juan Guaidó (parcialmente reconocido) | Designado por la Asamblea Nacional | 23 de enero de 2019 - 5 de enero de 2023 | El 5 de enero de 2020 deja el partido. |